# 界磁位相制御
界磁位相制御（かいじいそうせいぎょ）とは、整流子電動機を使用しながら、界磁電流制御による回生ブレーキを使用可能とする鉄道車両の速度制御方式である。稀に、他励界磁制御と表記されることもある。

## 方式の概要
- 位相制御 - 交流の電圧を制御する方法の一つ。サイリスタなどスイッチング作用のある半導体素子や磁気増幅器の作用により、電流を流す時間を変え、交流波形の一部を取り出し平均電圧を制御する（左図）。同様に直流に対して行う方法をチョッパ制御と呼ぶ（右）。

- 抵抗制御で始動する。
- 加速時は弱界磁制御を行う。

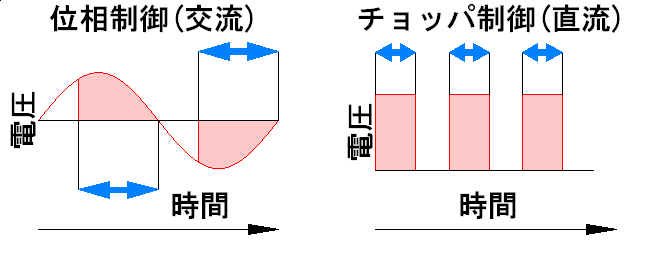
位相制御とチョッパ制御。

- 減速時は界磁を強め電機子の逆起電力を大きく、電圧は架線電圧より高くし、回生制動を行う。

三相交流の補助電源が必要で、位相制御用の半導体素子は小容量でよいが、複巻モーターを使用する場合は過渡特性がやや悪くなる。始動抵抗の使用時間の少ない用途に適する。
また、スイッチング素子は半導体ではなく磁気増幅器も使用可能であり、これを用いたものは1930年代にすでに出現している。

## 利点と欠点
利点
- 回生制動が使用できる。
- 複電圧への対応が容易（京阪式）。

欠点
- 界磁チョッパ制御と同様、抵抗制御の発展型で並列最終段まではカム軸制御（または単位スイッチ制御）を行うため、回路切り替えによる前後衝動が発生する。
- 直巻モーター使用の場合は回生制動の作用速度域が界磁チョッパ制御と比較して狭い。

## 使用例
- 小田急電鉄
  - 2600形
- 名古屋鉄道
  - 7500系（定速度制御機能あり）
  - 1230系（上記7500系の機器流用、1030系は界磁チョッパ制御）
  - 1380系（上記1230系の事故復旧車）
  - 1850系（上記7500系の機器流用）
- 近畿日本鉄道（いずれも直巻電動機）
  - 1000系（改造）
  - 1010系（改造）
  - 8000系（改造）
  - 8400系（改造）
  - 8600系（改造）
  - 8800系
- 京阪電気鉄道
  - 2600系
  - 8000系30番台（初代3000系、定速度制御機能あり）
  - 6000系
  - 8000系0番台（定速度制御機能あり）
  - 600形（定速度制御機能あり）
  - 700形（定速度制御機能あり）
- 京阪神急行電鉄（阪急電鉄）
  - 2000系 (初代)・2100系（新製時は定速度制御機能あり、後に抵抗制御に改造後全廃）
  - 2300系 (初代)（新製時は定速度制御機能あり、後に界磁チョッパ制御に改造後全廃）
  - 2800系（定速度制御機能あり）